# Objecte matemàtic
Un objecte matemàtic és un objecte abstracte que apareix en la filosofia de les matemàtiques i en les matemàtiques.
Alguns objectes matemàtics són els nombres, les permutacions, les particions, les matrius, els conjunts, les funcions i les relacions. La geometria, com a branca de les matemàtiques, inclou com a objectes: hexàgons, punts, rectes, triangles, circumferències, esferes, políedres, espais topològics o varietats. En el camp de l'àlgebra, s'hi inclouen grups, anells, cossos o reticles. Les categories inclouen objectes matemàtics i són també objectes matemàtics en si mateixos.

## Marc de Cantor
Una visió que emergí a principis del segle xx, arran de l'obra de Georg Cantor, és que tots els objectes matemàtics es poden definir en termes de conjunts. El conjunt {0,1} n'és un exemple ben palès. D'altra banda, el grup ℤ₂ dels enters mòdul 2 també és un conjunt amb dos elements. No obstant això, no es tracta només del conjunt {0,1}, perquè aquest últim no fa menció de l'estructura addicional que té ℤ₂, és a dir, les operacions de suma i invers mòdul 2: com podem discernir quin és l'element neutre per la suma, el 0 o l'1? Per tal d'organitzar aquest grup com a conjunt, primer l'hem de codificar com la tupla ({0,1}, +, −, 0), que al seu torn es pot codificar com a conjunt mitjançant una de moltes convencions, que, per exemple, codifica les operacions + i − i la constant 0 com a conjunts.
Els conjunts poden incloure una notació ordenada de les identitats i operacions particulars que hi apliquen, distingint així un grup, un grup abelià, un anell, un cos o qualsevol altre objecte matemàtic. Aquests tipus d'objectes matemàtics són estudiats en àlgebra abstracta.

## Paradoxes fonamentals
Tot i això, si l'objectiu de l'ontologia matemàtica s'entén com la consistència interna de les matemàtiques, és més important que hom defineixi els objectes matemàtics d'una manera uniforme (per exemple, com a conjunts) independentment de les seves aplicacions reals, per tal de posar de manifest l'essència de les seves paradoxes. Aquest ha estat el punt de vista dels fonaments de la matemàtica, que ha donat més prioritat a la gestió de les paradoxes que al reflex fefaent dels detalls de les aplicacions matemàtiques com a justificació per definir els objectes matemàtics com a conjunts.
Molta de la tensió creada per aquesta identificació fonamental dels objectes matemàtics amb els conjunts es pot alleujar sense comprometre massa els objectius fonamentals, si hom permet dos tipus d'objectes en l'univers matemàtic: conjunts i relacions, sense suposar que l'un sigui una mera instància de l'altre. Això configura la base de la teoria de models com el domini de discurs de la lògica de predicats. Des d'aquest punt de vista, els objectes matemàtics són entitats que satisfan els axiomes d'una teoria formal expressada en el llenguatge de la lògica de predicats.

## Teoria de categories
Una variant d'aquesta aproximació substitueix les relacions per les operacions, la base de l'àlgebra universal. En aquesta variant, els axiomes prenen sovint la forma d'equacions, o d'implicacions entre equacions.
Una variant més abstracta és la teoria de categories, que abstreu els conjunts en objectes i les operacions entre conjunts en morfismes entre aquests objectes. En aquest nivell d'abstracció, els objectes matemàtics es redueixen a mers vèrtexs d'un graf, les arestes del qual són els morfismes, que descriuen les formes en què aquests objectes es poden transformar, i l'estructura del qual està codificada en la llei de la composició dels morfismes. Les categories sorgeixen, doncs:
- com a models d'una teoria axiomàtica, i els homomorfismes entre aquestes categories, o
- per construcció a partir d'altres categories més primitives, o
- per estudi com a objectes abstractes per si mateixos.